# L'expedient Warren: El cas Enfield
L'expedient Warren: El cas Enfield (The Conjuring 2) és una pel·lícula de terror nord-americana de 2016 dirigida per James Wan. El guió és del Txad Hayes, Carey W. Hayes, Wan i David Leslie Johnson. És la seqüela de L'expedient Warren de 2013 i el tercer lliurament de la sèrie de pel·lícules The Conjuring. Patrick Wilson i Vera Farmiga repeteixen els seus papers com els autors i investigadors del paranormal Ed i Lorraine Warren de la primera pel·lícula. La pel·lícula segueix els Warren mentre viatgen a Anglaterra per ajudar la família Hodgson, que està experimentant activitat poltergeist a casa de consell d'Enfield el 1977; que més tard es coneixeria com el Poltergeist d'Enfield. Ha estat doblada i subtitulada al català.

## Estrena
L'expedient Warren: El cas Enfield va ser estrenada a Amèrica del Nord el 10 de juny de 2016. La pel·lícula va rebre opinions positives dels crítics i ha recaptat més de $ 320 milions de dòlars a tot el món. El 2018 es va estrenar una preqüela amb Peter Safran i Wan com a productors.